# Toni Muñoz
Antonio Muñoz Gómez, más conocido como Toni (Córdoba, España, 4 de febrero de 1968), es un exfutbolista español. Jugó de lateral en el Córdoba Club de Fútbol y en el Club Atlético de Madrid. Tras retirarse ocupó diversos cargos directivos en el club madrileño. 

## Trayectoria
Toni se crio en Córdoba y jugó en el principal club de la ciudad una temporada además de en el equipo de su barrio el AD Naranjo. El Atlético Madrileño lo fichó y subió al primer equipo del club rojiblanco en 1990. Allí jugó 10 temporadas donde formó parte del equipo titular del doblete y ganó una liga y 3 copas del rey. Tras retirarse como futbolista fue director de fútbol base del club madrileño dos años y director deportivo desde 2003 hasta el año 2006 en el que renunció tras no clasificarse el club para competiciones europeas. Fue nombrado en 2008 director deportivo del Getafe C. F. .
Toni jugó un total de 243 partidos en Primera división y marcó 2 goles.

## Selección nacional
Fue internacional con la Selección de fútbol de España en 10 ocasiones entre 1992 y 1993. 

## Clubes
| Club                    | País   | Año       |
| ----------------------- | ------ | --------- |
| Córdoba Club de Fútbol  | España | 1987-1988 |
| Club Atlético de Madrid | España | 1988-2000 |

## Palmarés

### Campeonatos nacionales
| Título       | Club                    | País   | Año       |
| ------------ | ----------------------- | ------ | --------- |
| Copa del Rey | Club Atlético de Madrid | España | 1990-1991 |
| Copa del Rey | Club Atlético de Madrid | España | 1991-1992 |
| Copa del Rey | Club Atlético de Madrid | España | 1995-1996 |
| Liga         | Club Atlético de Madrid | España | 1995-1996 |